# Евгеньева, Анастасия Петровна
Анастаси́я Петро́вна Евге́ньева (1899—1985) — советский лингвист. Доктор филологических наук. Лауреат премии имени А. С. Пушкина (1974).

## Биография
Родилась 10 (22) ноября 1899 года в Костроме в семье священника.
Окончила 8 классов гимназии, в 1917—1922 гг. работала учительницей и воспитательницей в начальной школе, позже — в Опытно-показательной школе-коммуне в Костроме, после чего была направлена Союзом работников просвещения в ЛГПИ имени А. И. Герцена, на отделение русского языка и литературы. В 1926 году — окончила ЛГПИ имени А. И. Герцена, в период с 1938 по 1941 годы там же прошла аспирантуру.
По окончании института в 1926—1938 гг. преподавала русский язык и литературу в Ленинграде: в трудовой школе № 181, в Целлюлозно-бумажном техникуме, в школе № 16 имени И. П. Павлова. В 1935—1936 гг. А. П. Евгеньева вела занятия по практической стилистике на вечернем отделении ЛГПИ.
В 1941 году защитила кандидатскую диссертацию «Язык былин в записях XVII в.» Войну провела в эвакуации в г. Яранск, где до октября 1943 года работала доцентом кафедры русской литературы Кировского пединститута. В 1946—1950 гг. участвовала в изучении говоров Псковской, Новгородской и Архангельской областей.
В 1943—1947 гг. Евгеньева проходила докторантуру по сектору древнерусской литературы ИРЛИ.
В 1950 году защитила докторскую диссертацию на тему «Очерки по языку устной русской поэзии XVII—XIX вв.»; с этого времени и до конца жизни работала в институтах АН СССР.
В 1954 году А. П. Евгеньевой присвоено звание профессора. Под её руководством проходили аспирантскую подготовку Е. Э. Биржакова, Е. А. Иванникова, Л. Л. Кутина и другие, в дальнейшем посвятившие жизнь академической лексикографии.
Умерла 10 ноября 1985 года в Ленинграде.

## Научная деятельность
Совмещала научно-исследовательскую работу с педагогической практикой, от средней школы до вузов.
Участвовала в диалектологических экспедициях по изучению говоров Архангельской, Новгородской, Псковской области.
Принимала участие в редактировании словарей (Малый академический словарь: В 4 т. — М., 1957—1961; Словарь синонимов русского языка: В 2 т. — Л., 1970—1971, удостоенный премии им. А. С. Пушкина).
Является основателем лингвофольклористики (ср.: Очерки по языку русской устной поэзии в записях XVII—XX вв. — М.; Л., 1963, а также другие её работы).
Внесла вклад в изучение «Слова о полку Игореве» своими наблюдениями над его языком и стилем.

## Сочинения
- «Сказание о кѣевских богатырех как ходили во Царьград и как побили цареградцких богатырей учинили себѣ честь» по списку XVII в.: Заметки о языке и стиле // ТОДРЛ. — 1947. — Т. 5. — С. 108—128.
- Несколько замечаний к истории и употреблению в русском литературном языке слов «рокотать» и «трепетать» // ТОДРЛ. — 1969. — Т. 24. — С. 26—31.
- «Слово о полку Игореве» и русский литературный язык старшего периода // Пути изучения древнерус. лит-ры и письменности: Сб. статей. — Л., 1970. — С. 31—42.

## Награды
- Премия имени А. С. Пушкина (1974) — за работу по подготовке двухтомного «Словаря синонимов русского языка» (том I, А — Н, Л.: Наука, 1970; том II, О — Я, Л.: Наука, 1971)[4][5]